# Tom Dernies
Tom Dernies (22 november 1990) is een Belgisch wielrenner die anno 2018 rijdt voor Roubaix Lille Métropole. Hij is de zoon van voormalig wielrenner Michel Dernies.

## Overwinningen
2014
Bergklassement Ronde van Luxemburg
Bergklassement Eurométropole Tour

## Resultaten in voornaamste wedstrijden
|      | \| Jaar \| Parijs-Tours \| \| ---- \| ------------ \| \| 2019 \| opgave \| \| 2020 \| 50e \| |
| Jaar | Parijs-Tours                                                                                 |
| 2019 | opgave                                                                                       |
| 2020 | 50e                                                                                          |

## Ploegen
- 2011 –  Lotto-Bodysol-Pôle Continental Wallon
- 2012 –  Wallonie Bruxelles-Crédit Agricole
- 2013 –  Wallonie-Bruxelles
- 2014 –  Wallonie-Bruxelles
- 2015 –  Wallonie-Bruxelles
- 2016 –  Wallonie Bruxelles-Group Protect
- 2017 –  WB Veranclassic Aqua Protect
- 2018 –  Roubaix Lille Métropole

Anciaux · Caresmel · Collaers · Dechesne · Demoitié · Dernies · Donnay · Dron · Goodfellow · Gremelpont · Naert · Nanni · Serry · Suray · Thome · Van Schelven
Bertholet · Chevalier · De Witte · Dernies · Dron · Dufrasne · Evrard · Legrand · Patron · Polazzi · Prémont · Stenuit · Thomé · Van Hoecke
Anciaux · Bertholet · Chevalier · De Witte · Demoitié · Dernies · Dron · Dufrasne · Evrard · Patron · Polazzi · Stassen · Van Hoecke
Amorison · Anciaux · Bertholet · Chevalier · Delfosse · Demoitié · Dernies · Dron · Dufrasne · Evrard · Mottet · Pestiaux · Prémont · Stassen · Stenuit
De Winter · Delfosse · Dernies · Deruette · Duquennoy · Habeaux · Ista · Jans · Jules · Kirsch · Masson · Naesen · Pardini · Peyskens · Robeet · Spengler · Stassen · Vantomme · Warnier · Mortier (stagiair) · Taminiaux (stagiair)
Antomarchi · Barbier · Cabot · Dernies · Gouault · Idjouadiene · Joly · Leroux · Mainard · Seynaeve · Vermeulen